# Französische Rugby-Union-Meisterschaft 1989/90
Die Saison 1989/90 war die 91. Austragung der französischen Rugby-Union-Meisterschaft (französisch Championnat de France de rugby à XV). Sie umfasste 80 Mannschaften in der ersten Division (heutige Top 14), aufgeteilt in zwei Stärkeklassen.
Die Meisterschaft begann mit der Vorqualifikation. In dieser wurden zunächst die 80 Mannschaften der ersten und zweiten Division auf 16 Fünfergruppen verteilt. Nach einer Hin- und Rückrunde bildeten die Erst- und Zweitplatzierten die obere Stärkeklasse, die Dritt- bis Fünftplatzierten die untere Stärkeklasse. Weiter ging es mit der eigentlichen Gruppenphase, in der je acht Mannschaften in vier Gruppen aufeinander trafen. Die Erst- bis Viertplatzierten zogen in die Finalphase ein, für die übrigen Mannschaften war die Saison vorbei.
Es folgten Achtel-, Viertel- und Halbfinale. Im Endspiel, das am 26. Mai 1990 im Parc des Princes in Paris stattfand, trafen die zwei Halbfinalsieger aufeinander und spielten um den Bouclier de Brennus. Dabei setzte sich der Racing Club de France gegen die SU Agen durch und errang zum fünften Mal den Meistertitel.

## Vorqualifikation
|    | Team                  |
| -- | --------------------- |
| 1. | Castres Olympique     |
| 2. | Stade Toulousain      |
| 3. | CA Villeneuve-sur-Lot |
| 4. | CA Périgueux          |
| 5. | US Romans             |

|    | Team                 |
| -- | -------------------- |
| 1. | RC Nîmes             |
| 2. | RC Toulon            |
| 3. | Section Paloise      |
| 4. | Saint-Jean-de-Luz OR |
| 5. | Stade Lavelanétien   |

|    | Team               |
| -- | ------------------ |
| 1. | Biarritz Olympique |
| 2. | RC Narbonne        |
| 3. | ASPTT Arras        |
| 4. | Boucau Stade       |
| 5. | RO Castelnaudary   |

|    | Team        |
| -- | ----------- |
| 1. | SU Agen     |
| 2. | RC Chalon   |
| 3. | US Bressane |
| 4. | US Bergerac |
| 5. | US Ussel    |

|    | Team                  |
| -- | --------------------- |
| 1. | FC Grenoble           |
| 2. | Paris Université Club |
| 3. | RC Hyères             |
| 4. | RC Saint-Gaudens      |
| 5. | Stade Montchaninois   |

|    | Team               |
| -- | ------------------ |
| 1. | RRC Nice           |
| 2. | Stadoceste Tarbais |
| 3. | US Carcassonne     |
| 4. | US Montauban       |
| 5. | Stade Ruthénois    |

|    | Team             |
| -- | ---------------- |
| 1. | AS Béziers       |
| 2. | USA Perpignan    |
| 3. | RC Châteaurenard |
| 4. | RC Vichy         |
| 5. | SC Tulle         |

|    | Team           |
| -- | -------------- |
| 1. | US Colomiers   |
| 2. | FC Lourdes     |
| 3. | Avenir Aturin  |
| 4. | Montpellier RC |
| 5. | US Salles      |

|    | Team              |
| -- | ----------------- |
| 1. | Blagnac SCR       |
| 2. | FCS Rumilly       |
| 3. | FC Villefranche   |
| 4. | US Vic-en-Bigorre |
| 5. | Lyon OU           |

|    | Team                |
| -- | ------------------- |
| 1. | US Dax              |
| 2. | Stade Rochelais     |
| 3. | Stade Bagnérais     |
| 4. | Cahors Rugby        |
| 5. | Lombez Samatan Club |

|    | Team             |
| -- | ---------------- |
| 1. | Aviron Bayonnais |
| 2. | US Cognac        |
| 3. | Istres Sports    |
| 4. | Valence Sportif  |
| 5. | Saint-Girons SC  |

|    | Team          |
| -- | ------------- |
| 1. | CA Brive      |
| 2. | SO Voiron     |
| 3. | Stade Montois |
| 4. | SC Angoulême  |
| 5. | SC Albi       |

|    | Team            |
| -- | --------------- |
| 1. | AS Montferrand  |
| 2. | SA Hagetmau     |
| 3. | Stade Bordelais |
| 4. | UMS Montélimar  |
| 5. | FC Oloron       |

|    | Team               |
| -- | ------------------ |
| 1. | CA Bordeaux-Bègles |
| 2. | US Tyrosse         |
| 3. | CO Le Creusot      |
| 4. | US Oyonnax         |
| 5. | SO Chambéry        |

|    | Team                  |
| -- | --------------------- |
| 1. | FC Auch               |
| 2. | Racing Club de France |
| 3. | Stade Aurillacois     |
| 4. | Avenir Valencien      |
| 5. | Peyrehorade SR        |

|    | Team                |
| -- | ------------------- |
| 1. | CS Bourgoin-Jallieu |
| 2. | SC Graulhet         |
| 3. | SC Mazamet          |
| 4. | US Marmande         |
| 5. | RC Sorgues          |

## Gruppenphase
|    | Team                  | Siege | Unent. | Ndlg. | Spiel- punkte | Diff. | Tabellen- punkte |
| -- | --------------------- | ----- | ------ | ----- | ------------- | ----- | ---------------- |
| 1. | US Dax                | 12    | 0      | 2     | 424:180       | + 244 | 24               |
| 2. | FC Grenoble           | 11    | 0      | 3     | 409:163       | + 246 | 22               |
| 3. | US Colomiers          | 9     | 0      | 5     | 308:258       | + 50  | 18               |
| 4. | FC Auch               | 7     | 1      | 6     | 255:248       | + 7   | 15               |
| 5. | RC Chalon             | 6     | 0      | 8     | 211:283       | − 72  | 12               |
| 6. | Stade Rochelais       | 5     | 0      | 9     | 203:342       | − 139 | 10               |
| 7. | Blagnac SCR           | 3     | 1      | 10    | 212:332       | − 120 | 7                |
| 8. | Paris Université Club | 2     | 0      | 12    | 166:382       | − 216 | 4                |

|    | Team                  | Siege | Unent. | Ndlg. | Spiel- punkte | Diff. | Tabellen- punkte |
| -- | --------------------- | ----- | ------ | ----- | ------------- | ----- | ---------------- |
| 1. | Racing Club de France | 10    | 1      | 3     | 282:177       | + 105 | 21               |
| 2. | AS Montferrand        | 10    | 0      | 4     | 405:222       | + 183 | 20               |
| 3. | CA Bègles-Bordeaux    | 9     | 2      | 3     | 301:161       | + 140 | 20               |
| 4. | Biarritz Olympique    | 7     | 1      | 6     | 240:246       | − 6   | 15               |
| 5. | Aviron Bayonnais      | 6     | 1      | 7     | 218:284       | − 66  | 13               |
| 6. | CS Bourgoin-Jallieu   | 5     | 1      | 8     | 221:283       | − 62  | 11               |
| 7. | SC Graulhet           | 4     | 2      | 8     | 213:236       | − 23  | 10               |
| 8. | SO Voiron             | 1     | 0      | 13    | 153:424       | − 271 | 2                |

|    | Team        | Siege | Unent. | Ndlg. | Spiel- punkte | Diff. | Tabellen- punkte |
| -- | ----------- | ----- | ------ | ----- | ------------- | ----- | ---------------- |
| 1. | SU Agen     | 11    | 1      | 2     | 293:144       | + 149 | 23               |
| 2. | AS Béziers  | 10    | 1      | 3     | 272:165       | + 107 | 21               |
| 3. | RC Toulon   | 9     | 1      | 4     | 296:179       | + 117 | 19               |
| 4. | RC Nîmes    | 7     | 0      | 7     | 210:227       | − 17  | 14               |
| 5. | RRC Nice    | 7     | 0      | 7     | 217:214       | + 3   | 14               |
| 6. | FC Lourdes  | 6     | 1      | 7     | 170:191       | − 21  | 13               |
| 7. | SA Hagetmau | 4     | 0      | 10    | 151:269       | − 118 | 8                |
| 8. | US Cognac   | 0     | 0      | 14    | 161:381       | − 220 | 0                |

|    | Team               | Siege | Unent. | Ndlg. | Spiel- punkte | Diff. | Tabellen- punkte |
| -- | ------------------ | ----- | ------ | ----- | ------------- | ----- | ---------------- |
| 1. | Stade Toulousain   | 12    | 0      | 2     | 438:152       | + 286 | 24               |
| 2. | RC Narbonne        | 9     | 0      | 5     | 265:197       | + 68  | 18               |
| 3. | CA Brive           | 8     | 0      | 6     | 300:187       | + 113 | 16               |
| 4. | Castres Olympique  | 8     | 0      | 6     | 218:223       | − 5   | 16               |
| 5. | Stadoceste Tarbais | 7     | 1      | 6     | 236:221       | + 15  | 15               |
| 6. | US Tyrosse         | 5     | 0      | 9     | 176:289       | − 113 | 10               |
| 7. | USA Perpignan      | 4     | 1      | 9     | 219:277       | − 58  | 9                |
| 8. | FCS Rumilly        | 2     | 0      | 12    | 136:442       | − 306 | 4                |

## Finalphase

### Achtelfinale
| Datum                         | Begegnung                                 | Hinspiel | Rückspiel | Gesamt |
| ----------------------------- | ----------------------------------------- | -------- | --------- | ------ |
| 21. April 1990 29. April 1990 | AS Montferrand – CA Bègles-Bordeaux       | 31:18    | 12:21     | 43:39  |
| 22. April 1990 29. April 1990 | RC Nîmes – Stade Toulousain               | 06:13    | 03:33     | 09:46  |
| 22. April 1990 29. April 1990 | AS Béziers – RC Narbonne                  | 10:13    | 12:09     | 22:22  |
| 22. April 1990 29. April 1990 | Castres Olympique – Racing Club de France | 06:09    | 06:40     | 12:49  |
| 22. April 1990 29. April 1990 | CA Brive – FC Grenoble                    | 19:12    | 00:28     | 19:40  |
| 22. April 1990 29. April 1990 | US Colomiers – RC Toulon                  | 06:03    | 12:40     | 18:43  |
| 22. April 1990 29. April 1990 | SU Agen – FC Auch                         | 45:03    | 28:03     | 73:06  |
| 22. April 1990 29. April 1990 | Biarritz Olympique – US Dax               | 18:18    | 12:29     | 30:47  |

### Viertelfinale
| Datum       | Begegnung                           | Ergebnis |
| ----------- | ----------------------------------- | -------- |
| 6. Mai 1990 | Stade Toulousain – RC Narbonne      | 10:09    |
| 6. Mai 1990 | Racing Club de France – FC Grenoble | 27:21    |
| 6. Mai 1990 | RC Toulon – SU Agen                 | 00:06    |
| 6. Mai 1990 | AS Montferrand – US Dax             | 34:12    |

### Halbfinale
| Datum        | Begegnung                                | Ergebnis |
| ------------ | ---------------------------------------- | -------- |
| 12. Mai 1990 | Stade Toulousain – Racing Club de France | 14:21    |
| 13. Mai 1990 | SU Agen – AS Montferrand                 | 09:03    |

### Finale
| 26. Mai 1990 | Racing Club de France                                                                                  | 22 : 12 n. V.      | SU Agen                                                      | Parc des Princes, Paris Zuschauer: 45.069 Schiedsrichter: Claude Debat |
| 26. Mai 1990 | Versuche: Cabannes (1) Abadie (1) Erhöhungen: Pouyau (1) Straftritte: Pouyau (2) Lafond (1) Abadie (1) | (3:3, 9:9) Bericht | Straftritte: Montlaur (2) Campan (1) Dropgoals: Montlaur (1) | Parc des Princes, Paris Zuschauer: 45.069 Schiedsrichter: Claude Debat |

Aufstellungen
Racing Club de France:

Startaufstellung: Geoffrey Abadie, Laurent Benezech, Éric Blanc, Xavier Blond, Laurent Cabannes, Christophe Deslandes, Jean-Pierre Genet, Philippe Guillard, Jean-Baptiste Lafond, Franck Mesnel, Jean-Philippe Saffore, Didier Pouyau, Patrick Serrière, Michel Tachdjian, Philippe Voisin 

Auswechselspieler: Karim Abbou, Eric Dalle, Murray Dawson, Philippe Dubreuille, Stéphane Jourdan, Jean-Luc Pelaez
SU Agen:

Startaufstellung: Abdelatif Benazzi, Philippe Benetton, Philippe Berbizier, Pierre Berbizier, Olivier Campan, Dominique Erbani, Éric Gleyze, Jacques Gratton, Bernard Lacombe, Bernard Mazzer, Pierre Montlaur, Patrick Schattel, Laurent Seigne, Philippe Sella, Jean-Louis Tolot 

Auswechselspieler: Philippe Bernies, Guillaume Bouic, Grégoire Lascubé, Frédéric Maffre, Michel Murat, Patrick Pujade